# 아스픽

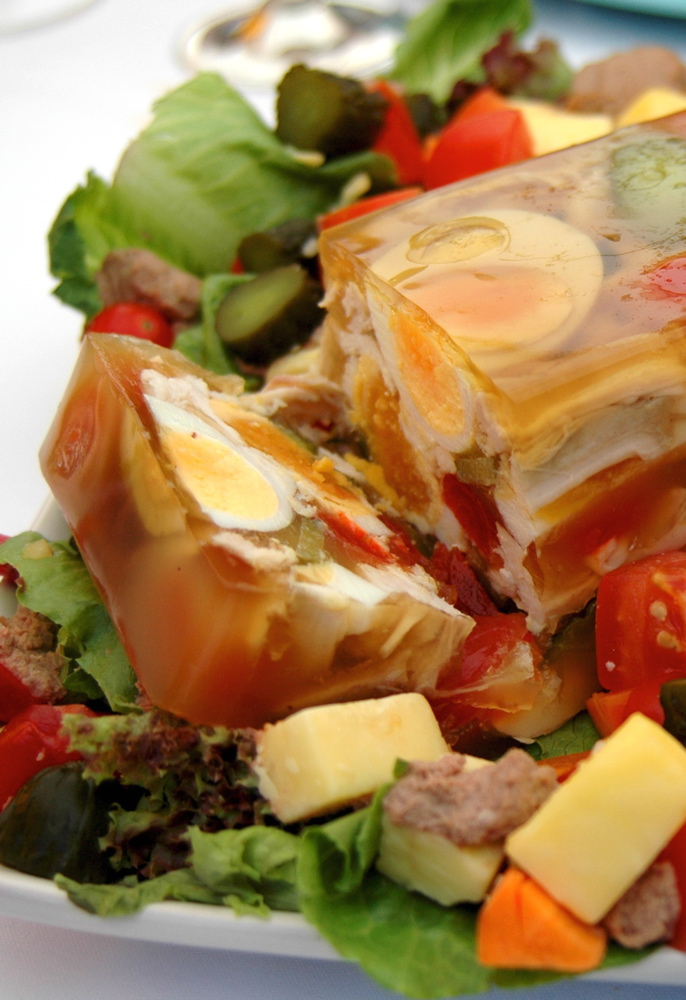
아스픽

아스픽(aspic)은 수육이나 물고기를 젤리로 굳힌 것이다. 프랑스에선 쇼프르와라고 하며, 마요네즈를 곁들이기도 한다.

## 같이 보기
- 갈랑틴
- 하시 (음식)
- 파테 (음식)
- 테린